# La partida (película de 1967)
La partida (en francés, Le Départ) es una comedia belga dirigida por Jerzy Skolimowski estrenada en 1967. La cinta está protagonizada por Jean-Pierre Léaud que es un peluquero obsesionado por las carreras de coches. El film ganó el Oso de oro en el Festival Internacional de Berlín y fue seleccionada para representar a Bélgica al Óscar a la mejor película de habla no inglesa, pero no llegó a las finalistas.

## Argumento
Marc es un joven peluquero de Bruselas al que le encantan los coches. Con la esperanza de que su jefe le preste su Porsche 911S, se ha inscrito en un rally. Sin embargo, su jefe dice que está usando el coche ese fin de semana. A partir de aquí, Marc junto a una atractiva chica llamada Michèle, buscan planes para poder conseguir un coche con el que pueda participar en el rally.

## Reparto
- Jean-Pierre Léaud - Marc
- Catherine-Isabelle Duport - Michèle (como Catherine Duport)
- Jacqueline Bir - La mujer
- Paul Roland - El jefe
- Leon Dony
- Lucien Charbonnier
- Georges Aubrey
- John Dobrynine
- Bernard Graczyk
- Marthe Dugard
- Maxane
- Jacques Courtois
- Paul Frère - Paul Frère
- Paul Delrivière